# Sarah Stevenson
Pour les articles homonymes, voir Stevenson.
Sarah Diana Stevenson, née le 30 mars 1983, est une taekwondoïste britannique.

## Biographie
Lors des Jeux Olympiques d'été de 2008 à Pékin en Chine, elle remporte une médaille de bronze du tournoi face à Chen Zong malgré des controverses liée à l'arbitrage,.
Elle délivre le serment olympique au nom de tous les athlètes aux Jeux olympiques d'été de 2012 à Londres.

## Palmarès

### Jeux olympiques
- Médaille de bronze des +67 kg aux Jeux olympiques 2008 à Pékin, (Chine)

### Championnats du monde
- Médaille d'or des -67 kg du Championnat du monde 2011 à Copenhague, (Danemark)
- Médaille d'argent des -72 kg du Championnat du monde 2005 à Madrid, (Espagne)
- Médaille d'or des -72 kg du Championnat du monde 2001 à Jeju, (Corée du Sud)

### Championnats d'Europe
- Médaille d'or des -67 kg du Championnat d'Europe 2010 à Saint-Pétersbourg, (Russie)
- Médaille d'or des -72 kg du Championnat d'Europe 2006 à Bonn, (Allemagne)
- Médaille d'or des -72 kg du Championnat d'Europe 2005 à Riga, (Lettonie)
- Médaille d'argent +72 kg du Championnat d'Europe 2004 à Lillehammer, (Norvège)
- Médaille d'argent des -72 kg du Championnat d'Europe 2002 à Samsun, (Turquie)